# Lijst van rijksmonumenten in Maastricht/Grote Staat
Een overzicht van de 35 rijksmonumenten in de stad Maastricht gelegen aan of bij de Grote Staat.
| Object | Oorspronkelijke functie? | Bouwjaar               | Architect                                      | Locatie                         | Coördinaten?                  | Nr.?   | Afbeelding                         |
| --- | ------------------------ | ---------------------- | ---------------------------------------------- | ------------------------------- | ----------------------------- | ------ | ---------------------------------- |
| Huis met lijstgevel in Lodewijk XV-stijl. | Woonhuis                 |                        |                                                | Grote Staat 2                   | 50° 50' 60" NB, 5° 41' 32" OL | 27039  | Meer afbeeldingen                  |
| Huis met lijstgevel, met vensters in Naamse steen. | Woonhuis                 | eerste kwart 19e eeuw  |                                                | Grote Staat 4                   | 50° 50' 60" NB, 5° 41' 32" OL | 27040  | Meer afbeeldingen                  |
| Huis met lijstgevel, met vensters in Naamse steen. | Woonhuis                 | 18e eeuw               |                                                | Grote Staat 6                   | 50° 50' 60" NB, 5° 41' 31" OL | 27041  | Meer afbeeldingen                  |
| Huis met smalle lijstgevel, met vensters in Naamse steen en horizontale en verticale reliefbanden.                                                                                | Gebouw                   | 18e eeuw               |                                                | Grote Staat 14                  | 50° 50' 60" NB, 5° 41' 30" OL | 27042  | Meer afbeeldingen                  |
| Huis met lijstgevel. | Gebouw                   | 18e eeuw               |                                                | Grote Staat 16                  | 50° 51' 0" NB, 5° 41' 30" OL  | 27043  | Meer afbeeldingen                  |
| Huis met lijstgevel, met vensters in Naamse steen. | Woonhuis                 | 19e eeuw               |                                                | Grote Staat 19                  | 50° 50' 59" NB, 5° 41' 29" OL | 27044  | Meer afbeeldingen                  |
| Huis met smalle lijstgevel. | Gebouw                   | laatste helft 17e eeuw |                                                | Grote Staat bij 19              | 50° 50' 59" NB, 5° 41' 29" OL | 27045  | Meer afbeeldingen                  |
| Huis met smalle lijstgevel, voorzien van gekoppelde lateiboogvensters in Naamse steen en een gevelsteen met borstbeeld van een man 1754.                                          | Woonhuis                 | 1754                   |                                                | Grote Staat 21                  | 50° 50' 59" NB, 5° 41' 29" OL | 27046  | Meer afbeeldingen                  |
| Huis met lijstgevel van hardsteen. | Woonhuis                 | eerste helft 18e eeuw  |                                                | Grote Staat bij 20              | 50° 50' 60" NB, 5° 41' 30" OL | 27047  | Huis met lijstgevel van hardsteen. |
| Huis met lijstgevel. | Gebouw                   | eerste helft 18e eeuw  |                                                | Grote Staat 22                  | 50° 50' 60" NB, 5° 41' 29" OL | 27048  | Meer afbeeldingen                  |
| Huis met lijstgevel, van hardsteen met gekoppelde vensters. | Woonhuis                 | 18e eeuw               |                                                | Grote Staat 24                  | 50° 50' 60" NB, 5° 41' 28" OL | 27049  | Meer afbeeldingen                  |
| Huis met lijstgevel. | Woonhuis                 | 18e eeuw               |                                                | Grote Staat 27                  | 50° 50' 59" NB, 5° 41' 28" OL | 27050  | Meer afbeeldingen                  |
| Huis met brede lijstgevel van Naamse steen. | Woonhuis                 | laatste helft 18e eeuw |                                                | Grote Staat 29                  | 50° 50' 59" NB, 5° 41' 27" OL | 27051  | Meer afbeeldingen                  |
| Huis met lijstgevel. | Woonhuis                 | eerste kwart 18e eeuw  |                                                | Grote Staat 30                  | 50° 50' 60" NB, 5° 41' 27" OL | 27052  | Meer afbeeldingen                  |
| Huis lijstgevel van Naamse steen. | Gebouw                   | 18e eeuw               |                                                | Grote Staat 31                  | 50° 50' 59" NB, 5° 41' 27" OL | 27053  | Meer afbeeldingen                  |
| Huis met lijstgevel. | Woonhuis                 | vierde kwart 18e eeuw  | V.F. Marres & W.J. Sandhövel (winkelpui, 1924) | Grote Staat 32                  | 50° 50' 60" NB, 5° 41' 27" OL | 27054  | Meer afbeeldingen                  |
| Huis met lijstgevel. | Gebouw                   | vierde kwart 18e eeuw  |                                                | Grote Staat 32A                 | 50° 50' 60" NB, 5° 41' 27" OL | 27055  | Meer afbeeldingen                  |
| Huis met gepleisterde lijstgevel. | Woonhuis                 | derde kwart 18e eeuw   |                                                | Grote Staat 33                  | 50° 50' 58" NB, 5° 41' 28" OL | 27056  | Meer afbeeldingen                  |
| Huis met gepleisterde lijstgevel. | Gebouw                   | 18e eeuw               |                                                | Grote Staat 35                  | 50° 50' 59" NB, 5° 41' 26" OL | 27057  | Meer afbeeldingen                  |
| Huis met gepleisterde lijstgevel. | Gebouw                   | 17e eeuw               |                                                | Grote Staat 37                  | 50° 50' 59" NB, 5° 41' 26" OL | 27058  | Meer afbeeldingen                  |
| Huis met lijstgevel. | Woonhuis                 | laatste helft 18e eeuw |                                                | Grote Staat 39 (oostelijk pand) | 50° 50' 59" NB, 5° 41' 26" OL | 27059  | Meer afbeeldingen                  |
| Huis met lijstgevel van hardsteen. | Woonhuis                 | 18e eeuw               |                                                | Grote Staat 39 (middelste pand) | 50° 50' 59" NB, 5° 41' 26" OL | 27060  | Meer afbeeldingen                  |
| Huis met lijstgevelvan hardsteen. | Woonhuis                 | eerste helft 18e eeuw  |                                                | Grote Staat 39 (westelijk pand) | 50° 50' 59" NB, 5° 41' 26" OL | 27061  | Meer afbeeldingen                  |
| Huis met lijstgevel. | Woonhuis                 | 18e eeuw               |                                                | Grote Staat 42                  | 50° 50' 59" NB, 5° 41' 24" OL | 27062  | Meer afbeeldingen                  |
| Huis met lijstgevel. | Gebouw                   | 18e eeuw               |                                                | Grote Staat 45                  | 50° 50' 59" NB, 5° 41' 25" OL | 27063  | Meer afbeeldingen                  |
| Huis met lijstgevel. | Gebouw                   | 19e eeuw               |                                                | Grote Staat 49                  | 50° 50' 59" NB, 5° 41' 24" OL | 27064  | Meer afbeeldingen                  |
| Huis met lijstgevel. | Gebouw                   | 18e eeuw               |                                                | Grote Staat 51                  | 50° 50' 59" NB, 5° 41' 24" OL | 27065  | Meer afbeeldingen                  |
| Huis met lijstgevel van Naamse steen met gevelsteen IN HET GULDE SCHIP 17 54. | Gebouw                   | 1754                   |                                                | Grote Staat 53                  | 50° 50' 59" NB, 5° 41' 24" OL | 27066  | Meer afbeeldingen                  |
| Huis met lijstgevel. | Gebouw                   | eerste helft 19e eeuw  |                                                | Grote Staat 55                  | 50° 50' 59" NB, 5° 41' 24" OL | 27067  | Meer afbeeldingen                  |
| Huis met lijstgevel, voorzien van een trigliefenfries onder de daklijst. | Gebouw                   | 18e eeuw               |                                                | Grote Staat 57A                 | 50° 50' 59" NB, 5° 41' 23" OL | 27068  | Meer afbeeldingen                  |
| Huis met aan het Vrijthof een brede gevel in de trant der zgn. Maaslandse renaissance, eindigend in een hoofdgestel met consoles en horizontaal geleed door enige profiellijsten. | Gebouw                   | 17e - 18e eeuw         |                                                | Grote Staat 58                  | 50° 50' 59" NB, 5° 41' 21" OL | 27069  | Meer afbeeldingen                  |
| Huis met lijstgevel van Naamse steen. | Woonhuis                 | eerste helft 18e eeuw  |                                                | Grote Staat 59                  | 50° 50' 59" NB, 5° 41' 23" OL | 27070  | Meer afbeeldingen                  |
| Huis met lijstgevel van Naamse steen. | Woonhuis                 | eerste helft 18e eeuw  |                                                | Grote Staat 61                  | 50° 50' 59" NB, 5° 41' 23" OL | 27071  | Meer afbeeldingen                  |
| Huis met lijstgevel. | Gebouw                   | laatste helft 18e eeuw |                                                | Grote Staat 65                  | 50° 50' 59" NB, 5° 41' 22" OL | 27072  | Meer afbeeldingen                  |
| Winkelwoning met elementen van art nouveau, gebouwd in opdracht van J. Lodewick.                                                                                                  | Werk-woonhuis            | 1900 (winkelpui: 1910) |                                                | Grote Staat 34                  | 50° 50' 60" NB, 5° 41' 26" OL | 506643 | Meer afbeeldingen                  |